# Cotyabanycha
Cotyabanycha is een kevergeslacht uit de familie van de boktorren (Cerambycidae). De wetenschappelijke naam van het geslacht werd voor het eerst geldig gepubliceerd in 2013 door Galileo & Martins.

## Soorten
Cotyabanycha is monotypisch en omvat slechts de volgende soort:
- Cotyabanycha ocularis Galileo & Martins, 2013